# Tunnel du Benelux
Le tunnel du Benelux (en néerlandais : Beneluxtunnel) est un ensemble de tunnels routiers situés reliant les communes (au nord) de Schiedam et Flardingue à la partie sud de Rotterdam, en passant sous la Nouvelle Meuse. Ils servent au passage de l'autoroute A4, aux cyclistes et à la ligne de métro C.

## Histoire
En 1967, le tunnel fut achevé et ouvert aux voitures automobiles. Le tunnel du Benelux était, jusqu'à la fin de 1980, à péage. Il y avait alors un poste de péage sur le côté sud du tunnel. En passant les automobilistes devaient payer un florin et les camionneurs une rixdale (soit 2,50 florins).
Un nouveau tunnel, le second tunnel du Benelux (Tweede Beneluxtunnel) a été construit à partir de 1996 et inauguré en 2002. 
L'ensemble comporte depuis lors 8 tubes :
- Premier tunnel :
  - les tubes « A » et « B » sont utilisés pour le trafic routier vers le sud, (ceux construits dans les années 1960).

- Second tunnel :
  - le tube « C » pour les cyclistes et le métro
  - les tubes « D » et « E » pour le trafic routier vers le nord
  - le tube « F » pour les cyclistes et le métro
  - les tubes « G » et « H » pour le métro

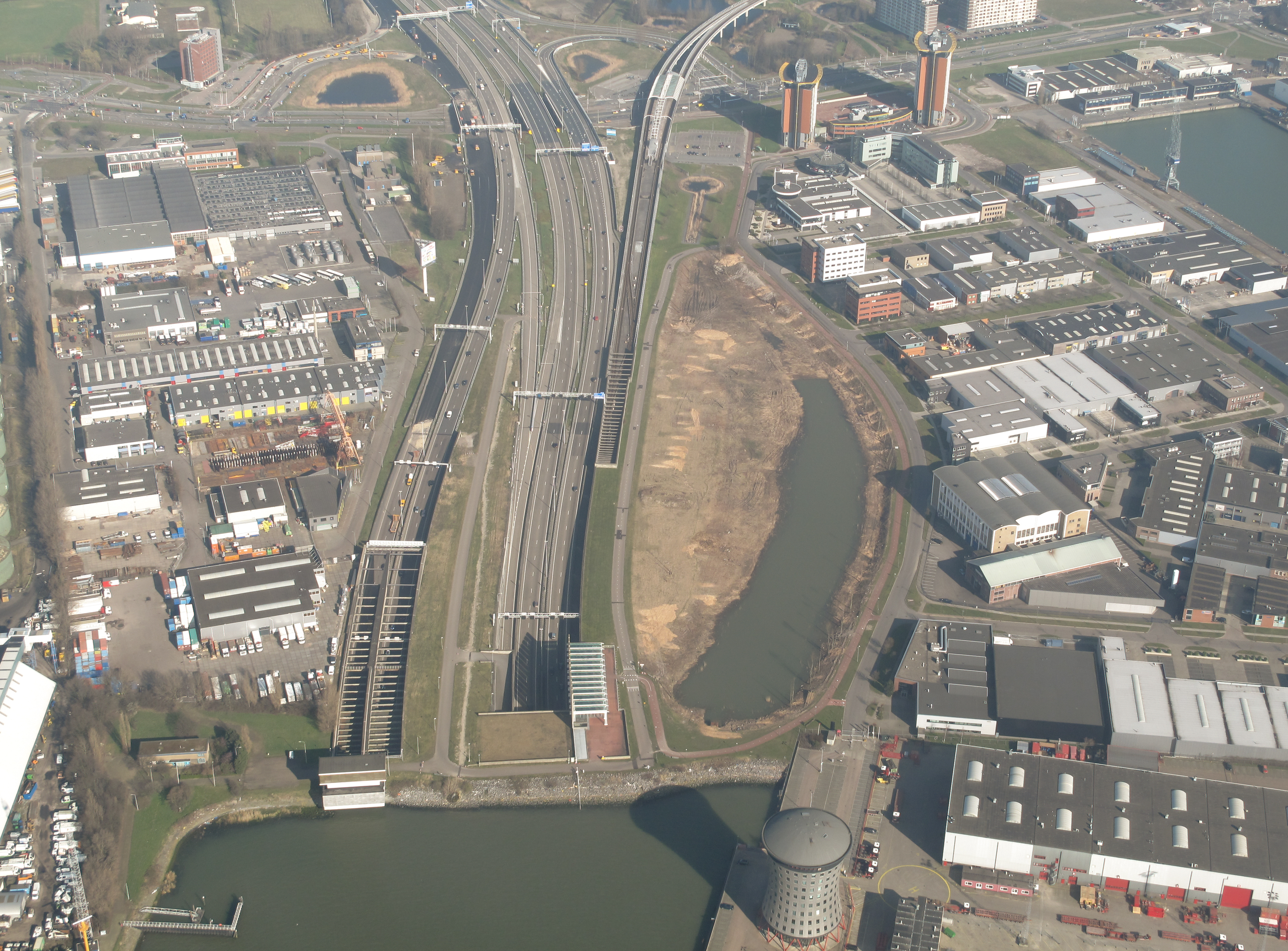
Vue aérienne de l'extrémité nord du tunnel.
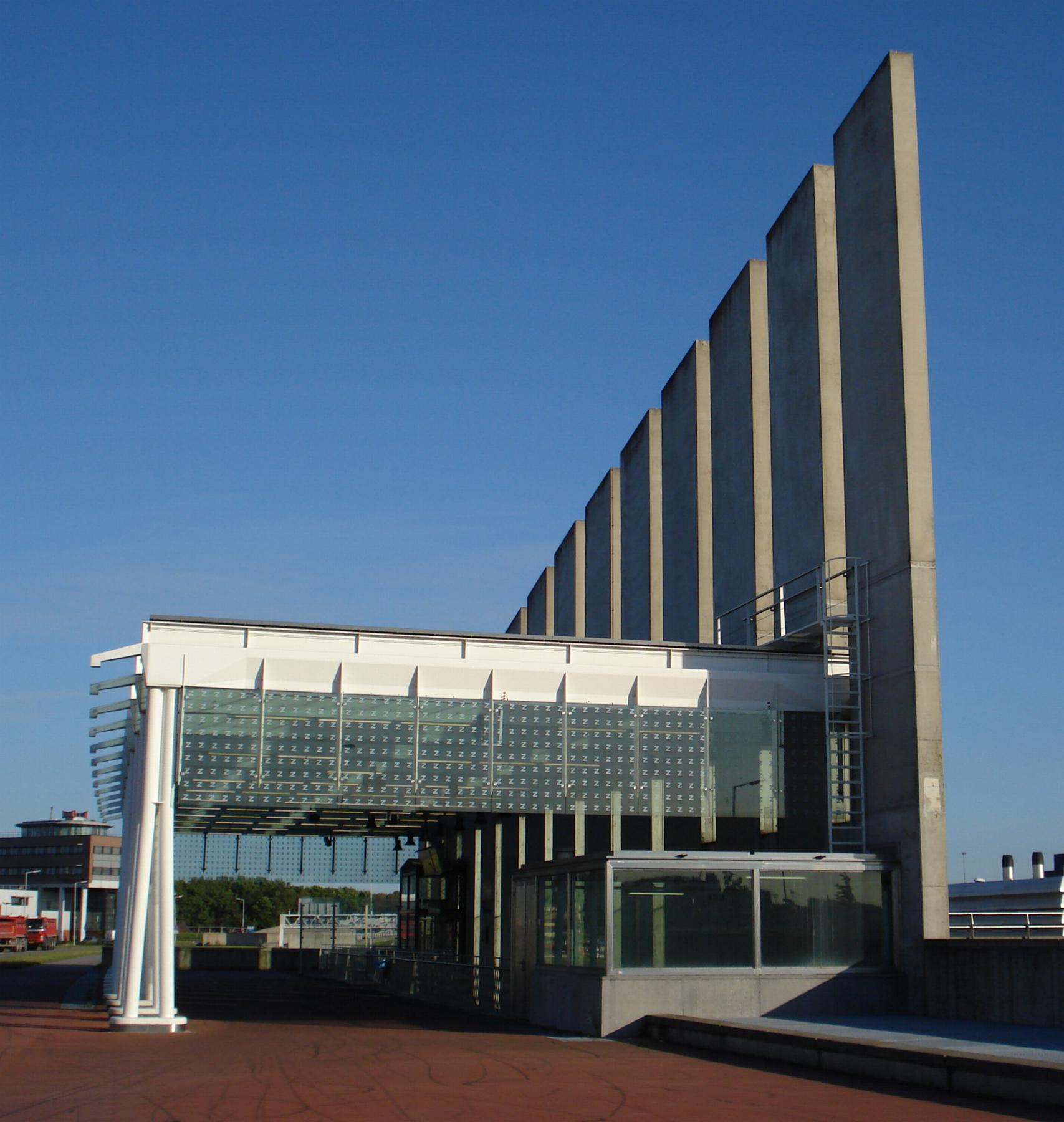
L'entrée du tunnel de vélos et cyclomoteurs à Rotterdam.
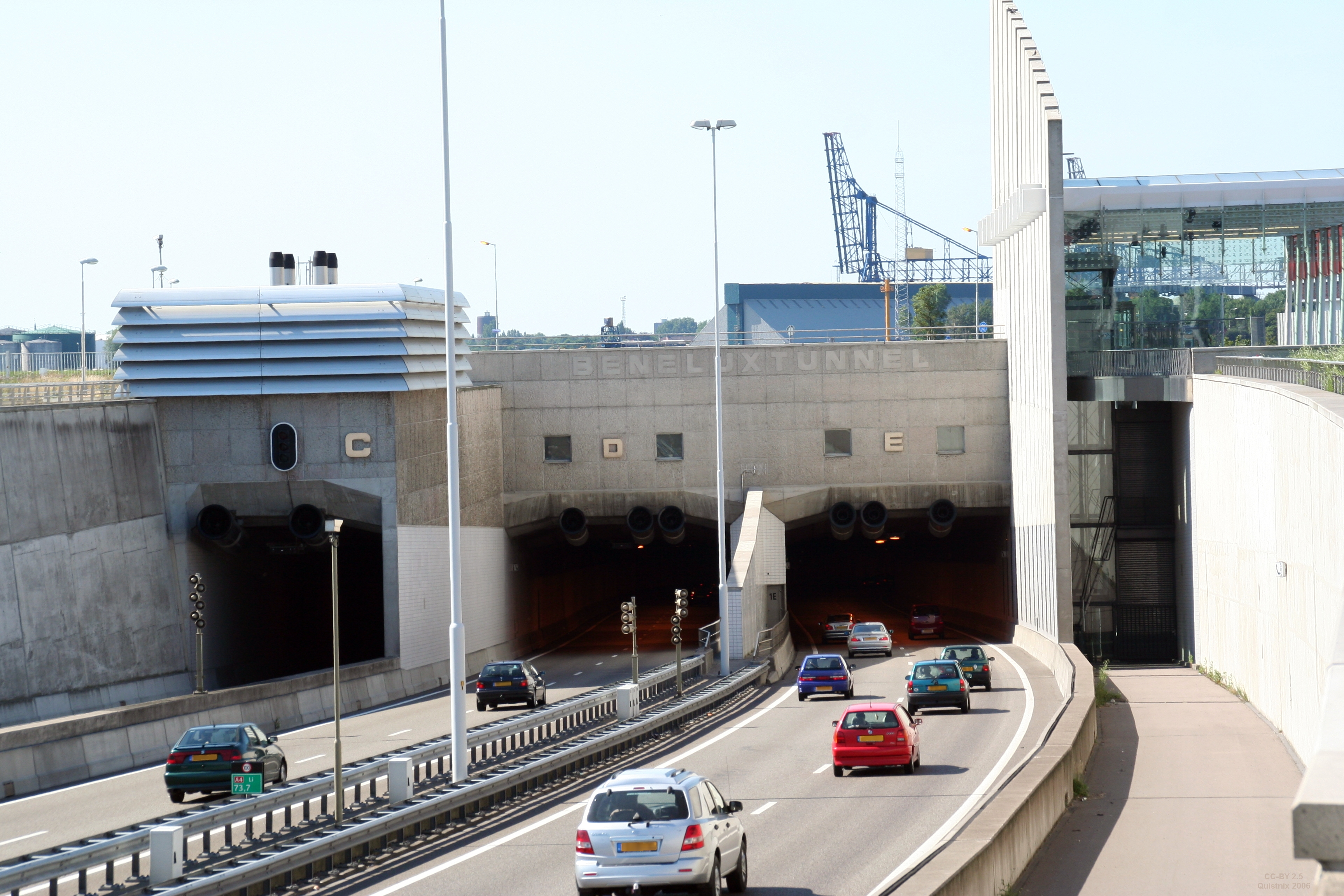
Les nouveaux tubes de tunnel C, D et E, vus du côté sud. Sur la droite se trouve l'entrée du tunnel pour les vélos.
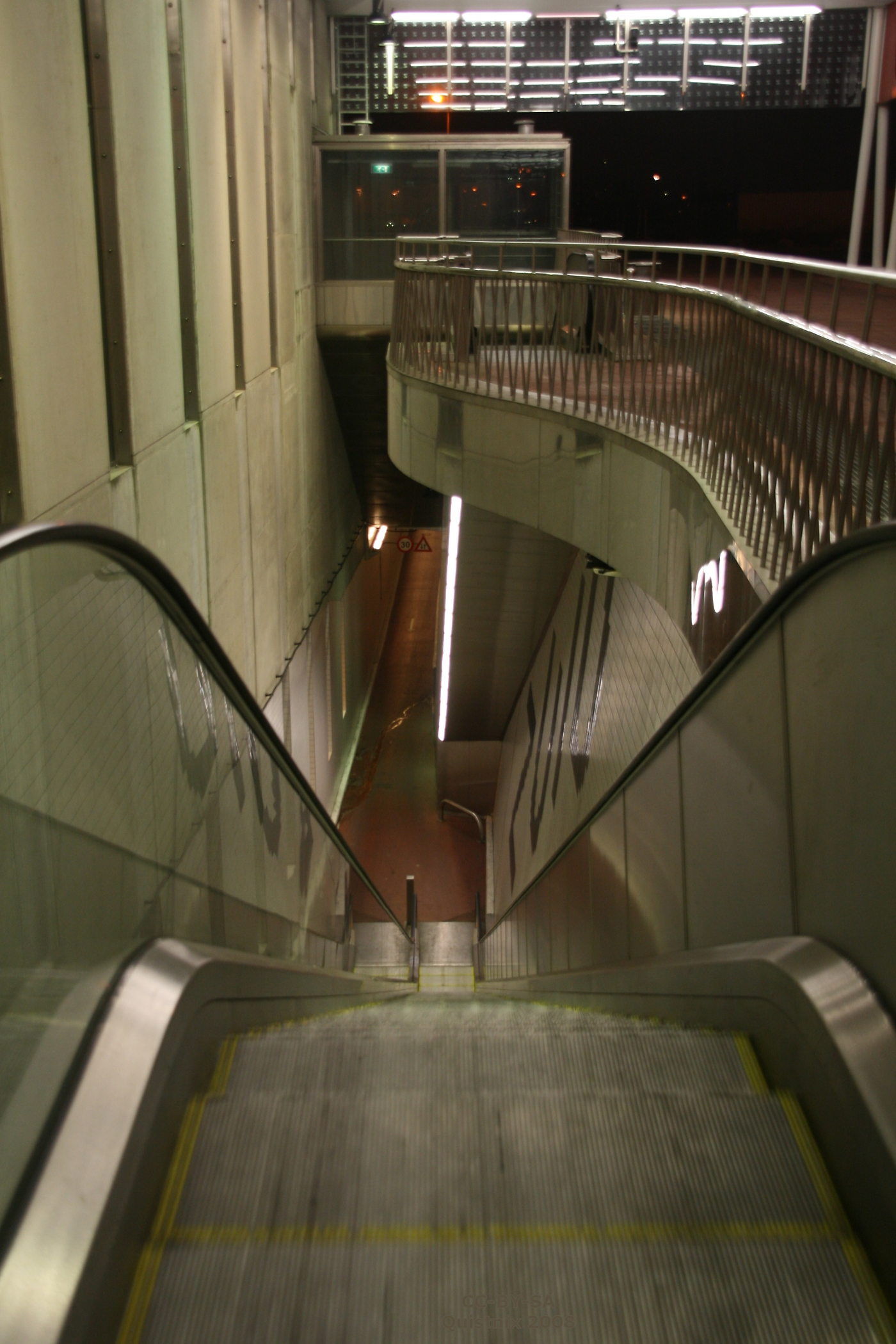
Comme pour le tunnel de la Meuse un escalier roulant est disponible pour les vélos.